# Hormony tarczycy
Hormony tarczycy – grupa trzech hormonów wytwarzanych przez tarczycę. Są to:

Trijodotyronina (T3)
Tyroksyna (T4)
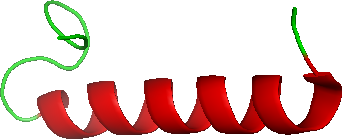
Kalcytonina